# Distretto di Cagaan-Uul
Il distretto di Cagaan-Uul è uno dei ventitré distretti (sum) in cui è suddivisa la provincia del Hôvsgôl, in Mongolia. Conta una popolazione di 5.332 abitanti (censimento 2009). 